# 洛伊波爾德公司
洛伊波爾德-史蒂文斯公司（Leupold & Stevens, Inc.），是位於美國俄勒岡州比弗頓的瞄準鏡、紅點鏡、鑑識望遠鏡和雙筒望遠鏡製造商。該公司成立於1907年，是家族企業，經營至今已有五代。

## 歷史
洛伊波爾德公司是由德國移民 Markus Friedrich Leupold 和他的姐夫 Adam Voelpel 於 1907 年以 Leupold & Voelpel 的名義創立。當時，該公司專門從事測量設備的維修。 1911 年，與 John Cyprian Stevens 簽訂合同，製造他獲得專利的設計的水位記錄儀。在產品取得初步成功後，他於 1914 年成為合夥人，公司更名為 Leupold, Voelpel, and Co.。
除了第一台水位記錄儀外，該公司還發明了其他幾款創新設備，例如 1939 年獲得專利的 Telemark 水位記錄儀。該設備可以通過電話傳輸水位信息，使遠程監測水資源成為可能。
1942 年，公司名稱改為現在的形式。測量設備、步槍瞄準鏡和相關產品以 Leupold 品牌銷售，而水位監測儀器則以 Stevens 品牌銷售。
二戰後，洛伊波爾德公司開始製造瞄準鏡。1962 年，Leupold 發明了現在大多數瞄準鏡都使用的雙面十字線。到 1979 年，Leupold 產生的總收入是 Stevens 總收入的兩倍。
1969 年，該公司收購了 Nosler Bullets 公司（也是一家家族企業）的多數股權，然後在 1988 年出售了他們的部分。其他企業包括音響設備製造商 Biamp Systems 和為高科技公司提供服務的鈑金製造部門 Fabmark。
到 1996 年，洛伊波爾德公司的銷售額為 1 億美元。1998 年，該公司的水監測儀器部分被拆分為位於波特蘭的私人控股公司 Stevens Water Monitoring Systems, inc.，且洛伊波爾德公司也保留了 Stevens 名稱作為其企業形象的一部分。2002 年，該公司工廠獲得了沃索保險金獎，以表彰其工作場所安全。到 2006 年，該公司在其比弗頓工廠僱傭了 600 名員工。該公司現在是其第五代所有權。
2008 年，該公司收購了 Redfield Optics 及其品牌名稱和所有知識產權。2010 年，該公司增加了近 100 名員工，到當年 11 月，員工總數達到近 700 人。2010 年末，《波特蘭商業雜誌》的一篇文章引用 reference.com 的估計，將公司的年收入估計為大約 1.6 億美元。
2014 年 2 月任命了新的首席執行官 Bruce Pettet。

## 產品
美國陸軍、特勤局、海軍海豹突擊隊、美國海軍和海軍陸戰隊都使用該公司的瞄準鏡。以色列國防軍也使用Mark 4和Mark 6 Leupold瞄準鏡。洛伊波爾德公司還生產用於運動狩獵的雙筒望遠鏡。
2014年美國全國步槍協會（NRA）金屬動物靶射擊全國冠軍裝備調查中，顯示洛伊波爾德是高威力步槍和高威力狩獵步槍比賽最受歡迎的望遠鏡瞄準器製造商。
2018年，包括美國波特蘭民主社會主義者、聖地正義路德教會、波特蘭抵抗運動和親BDS團體猶太和平之聲的波特蘭分會在內的團體聯盟，批評洛伊波爾德公司提供望遠鏡瞄準器給以色列部隊。該公司在聲明中回應了批評：
|  | 我們不是軍事或政治組織，也不是武器製造商，我們是歷經五代的家族企業，設計、加工和組裝世界上最好的運動光學器件和其他光學配件，同時為勤勞的俄勒岡人提供近700個家庭收入的工作。 |